# Pupina
Pupina is een geslacht van weekdieren uit de klasse van de Gastropoda (slakken).

## Soorten
- Pupina augustae Leschke, 1912
- Pupina destructa Heude, 1885
- Pupina keradrini Vignard, 1829
- Pupina laszlowagneri Greķe, 2012
- Pupina perspicua van Benthem Jutting, 1963
- Pupina speculum Tapparone Canefri, 1883